# 국민의 일꾼
《국민의 일꾼》(우크라이나어: Слуга народу 슬루하 나로두[*], 러시아어: Слуга народа 슬루가 나로다[*])은 우크라이나의 코미디 텔레비전 프로그램이다. 2015년 11월 16일에 처음으로 공개되었으며 우크라이나의 현실 정치를 풍자하고 있다. 30대 고등학교 역사교사인 바실 페트로비치 홀로보로디코가 우크라이나 정부의 부패를 비판하는 인터넷 동영상에 출연한 이후에 대통령 선거에 출마하여 당선된다는 내용을 담고 있다.
정확한 내용은 고등학교 역사 교사를 하고 있는 바실 페트로비치 홀로보로디코가 어느날 여당 당원들이 선거운동을 해야 한다면서 수업 시간에 난입해 자기가 가르치고 있던 학생들을 모두 데려갔다. 정작 옆 교실에서는 수학 수업이 진행중인데 그 교실은 여당 당원들이 일절 건드리지 않았다. 과목 차별을 당한 바실 페트로비치 홀로보로디코는 결국 이에 불만을 품고 인민의 종이라는 정당을 만들어 대통령 선거에 출마해 당선되었다.
볼로디미르 젤렌스키가 소속한 크바르탈 95 스튜디오가 해당 프로그램의 제작을 담당했으며 우크라이나의 텔레비전 방송국인 1+1에서 방영되었다. 해당 프로그램은 3부작으로 제작되었고 총 51편으로 구성되어 있다. 크바르텔 95 스튜디오는 유튜브 채널을 통해 해당 시리즈의 각 화를 무료로 공개했고 일부 국가의 넷플릭스에서는 해당 프로그램의 스트리밍 및 다운로드 서비스를 제공했다. 대한민국에서는 HQ 플러스, 광주문화방송이 해당 프로그램 12편을 방영했다.
2018년 3월 31일에는 해당 프로그램에서 이름을 딴 정당인 인민의 종이 우크라이나 법무부에 정식으로 등록되었다. 해당 시리즈에서 우크라이나의 대통령 역할을 맡은 희극인인 볼로디미르 젤렌스키는 2019년 우크라이나 대통령 선거에서 실제로 인민의 종 후보로 출마했고 2019년 4월 21일에 실시된 결선 투표를 통해 당선되었다.

## 출연진
| 배우                                                    | 배역                                                                                    | 시즌       | 시즌       | 시즌       |
| 배우                                                    | 배역                                                                                    | 1 (2015년) | 2 (2017년) | 3 (2019년) |
| ------------------------------------------------------- | --------------------------------------------------------------------------------------- | ---------- | ---------- | ---------- |
| 볼로디미르 젤렌스키                                     | 바실 페트로비치 홀로보로디코 (우크라이나의 대통령, 전직 고등학교 역사 교사)             | 주연       | 주연       | 주연       |
| 스타니슬라우 보클란                                     | 유리 이바노비치 추이코 (우크라이나의 총리)                                              | 주연       | 주연       | 주연       |
| 예우헨 코쇼비                                           | 세르히 빅토로비치 무힌 (우크라이나 외무부 장관, 전직 배우)                              | 주연       | 주연       | 주연       |
| 올레나 크라베츠                                         | 올하 유리이우나 미셴코 (바실 홀로보로디코의 옛 아내, 우크라이나 국립은행 총재)          | 주연       | 주연       | 주연       |
| 유리 크라포우                                           | 미하일로 이바노비치 사닌 (우크라이나 재무부 장관)                                       | 주연       | 주연       | 주연       |
| 미하일로 파탈로우                                       | 미카엘 아쇼토비치 타수냔 (우크라이나 보안청장)                                          | 주연       | 주연       | 주연       |
| 올렉산드르 피칼로우                                     | 이반 안드리요비치 스코리크 (바실 홀로보로디코의 학교 동문, 우크라이나 국방부 장관)      | 주연       | 주연       | 주연       |
| 빅토르 사라이킨                                         | 페트로 바실료비치 홀로보로디코 (바실 홀로보로디코의 아버지)                             | 주연       | 주연       | 주연       |
| 카테리나 키스텐                                         | 스비틀라나 페트리우나 사흐노 (바실 홀로보로디코의 누나, 전직 우크라이나 국세청 차장)    | 주연       | 주연       | 주연       |
| 나탈리야 숨스카                                         | 마리야 스테파니우나 홀로보로디코 (바실 홀로보로디코의 어머니)                           | 주연       | 조연       |            |
| 올하 주코우초바키야슈코                                 | 옥사나 스코보로다 (무힌의 비서)                                                         | 조연       | 주연       | 주연       |
| 헤오르히 포볼로츠키                                     | 톨랴 (보안 담장자)                                                                      | 조연       | 주연       | 주연       |
| 드미트로 수르지코우                                     | 드미트로 바실로비치 수리코우 (우크라이나의 총리 전 우크라이나 국립은행 감독위원회 의장) | 조연       | 주연       | 주연       |
| 안나 코슈말                                             | 나탈리야 사흐노 (바실 홀로보로디코의 조카딸)                                            |            |            |            |
| 할리나 베즈루크 (시즌 1) 아나스타시야 체펠류크 (시즌 2) | 안나 미하일리우나 (우크라이나의 대통령 자문위원)                                        |            |            |            |